# Provinciale weg 197
De provinciale weg 197 (N197) is een provinciale weg die loopt van Beverwijk naar Heemskerk. De weg wordt ook wel de Westelijke Randweg van Beverwijk genoemd. Het eerste ontwerp van de Westelijke Randweg dateert van 43 jaar geleden.

## Traject
De N197 begint bij de rotonde in de N246 in Beverwijk. Pas bij de aansluiting met de A22 verschijnt de N196 op de borden. Dit gedeelte is ook in beheer bij de gemeente en niet bij de provincie. Vanaf de Velsertraverse, dat de aansluiting is van Beverwijk, Velsen-Noord en Tata Steel, ten noorden van de Velsertunnel, wordt de weg ook aangegeven met hectometerpaaltjes, beginnend met 3,5.
Het tracé is ontworpen langs het Westerhout ten westen van Beverwijk, om zo af te buigen naar de rotonde in de Rijksstraatweg in Heemskerk die al jaren gereed was om deze provinciale weg op aan te laten sluiten. Daar eindigt de weg met hectometerpaaltje 8,6. Er is ook een aansluiting op de weg naar Wijk aan Zee, zodat de verkeersdruk op de wegen in Beverwijk fors afneemt. Daarnaast heeft het Tata Steel bedrijfsterrein ook een extra aansluiting.

## Besluitvorming
De besluitvorming over deze weg is erg traag gegaan, mede vanwege diverse belangengroeperingen. Zo heeft de actiegroep Westerhout Blijft! met succes enkele procedures gewonnen, waarbij men aan kon tonen dat er kwetsbare amfibieën leefden. Ook andere belangengroeperingen konden de aanleg aardig vertragen. Door al deze beroepsprocedures en rechtszaken waren de kosten inmiddels flink opgelopen.

## Rijkswegenplan 1966
Deze N197 heeft ooit in de plannen gestaan van het rijkswegenplan 1966 tussen de huidige A9 en de Velsertraverse. Het was daarvoor de bedoeling om rijksweg A8 recht door te trekken onderlangs Heemskerk om daarna hetzelfde tracé te volgen als waar de latere plannen van uitgingen. Door grootschalige woningbouw in Heemskerk werd dit tracé onmogelijk.

## Aanleg
Op 24 oktober 2007 werd duidelijk dat de aanleg kon beginnen. Het beroep was door de Raad van State afgewezen, omdat het bestemmingsplan voor de weg in orde was. Men begon in november zelfs al met het uitzetten van het tracé met piketpaaltjes.
Op 4 mei 2009 werd begonnen met de aanleg van de weg. Op 1 november kwam het eerste deel, Velsertraverse-Rijk de Waalweg, gereed. Op 5 juli 2010 werd het resterende gedeelte geopend.

## Afbeeldingen

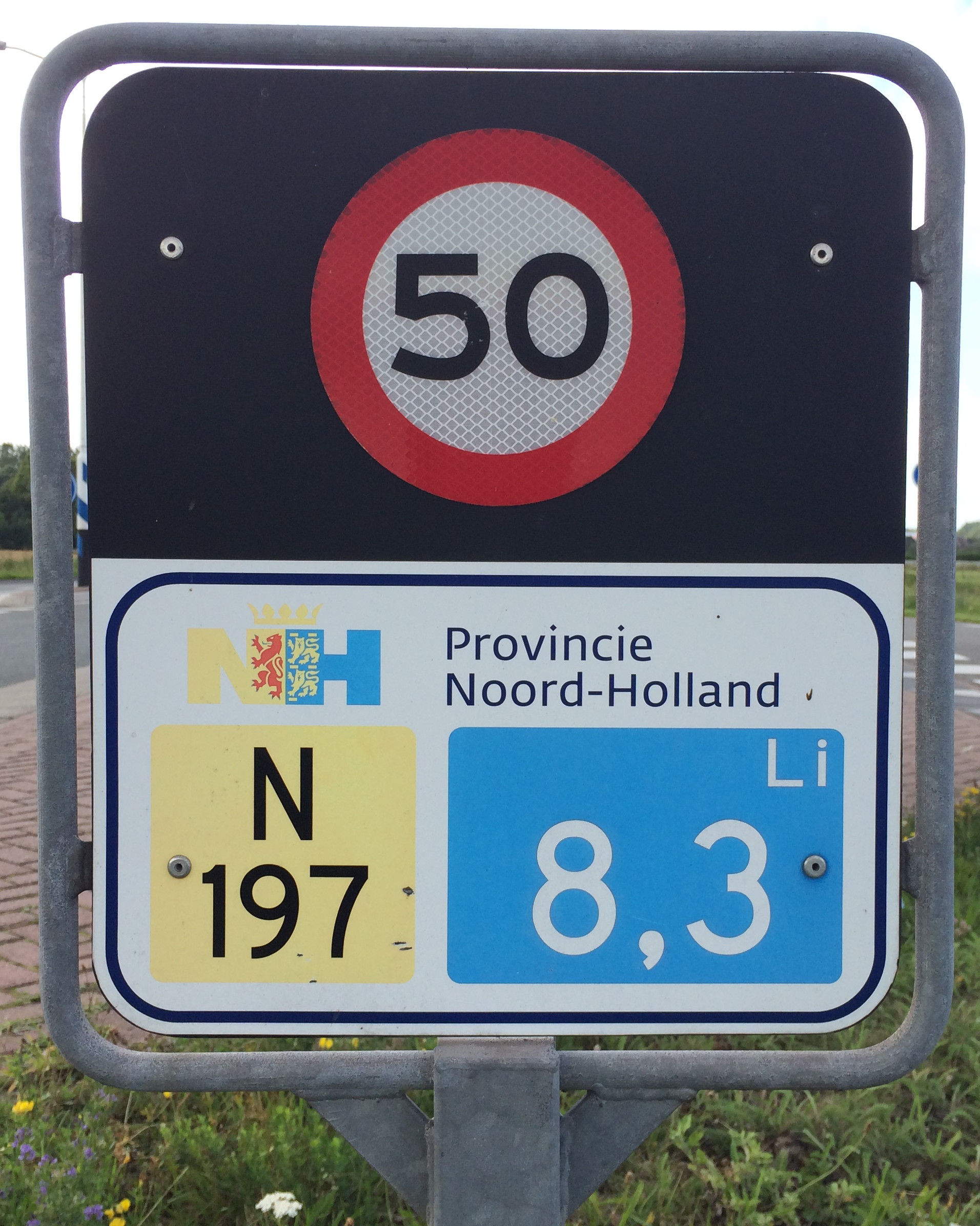
Hectometerpaal provinciale weg 197

N23 · N194 · N196 · N197 · N198 · N199 · N200 · N201 · N202 · N203 · N204 · N205 · N206 · N207 · N208 · N209 · N210 · N211 · N212 · N213 · N214 · N215 · N216 · N217 · N218 · N219 · N220 · N221 · N222 · N223 · N224 · N225 · N226 · N227 · N228 · N229 · N230 · N231 · N232 · N233 · N234 · N235 · N236 · N237 · N238 · N239 · N240 · N241 · N242 · N243 · N244 · N245 · N246 · N247 · N248 · N249 · N250 · N307

N401 · N402 · N403 · N404 · N405 · N406 · N407 · N408 · N409 · N410 · N411 · N412 · N413 · N414 · N415 · N416 · N417 · N418 · N419 · N420 · N421 · N439 · N440 · N441 · N442 · N443 · N444 · N445 · N446 · N447 · N448 · N449 · N450 · N451 · N452 · N453 · N454 · N455 · N456 · N457 · N458 · N459 · N460 · N461 · N462 · N463 · N464 · N465 · N466 · N467 · N468 · N469 · N470 · N471 · N472 · N473 · N474 · N475 · N476 · N477 · N478 · N479 · N480 · N481 · N482 · N483 · N484 · N487 · N488 · N489 · N490 · N491 · N492 · N493 · N494 · N495 · N496 · N497 · N498 · N501 · N502 · N503 · N504 · N505 · N505 (Andijk) · N506 · N507 · N508 · N509 · N510 · N511 · N512 · N513 · N514 · N515 · N516 · N517 · N518 · N519 · N520 · N521 · N522 · N523 · N524 · N525 · N526 · N527 · N806 · N830 · N848

Cursief vermelde wegen zijn voormalige Provinciale wegen